# Monastero di San Barbaro di Demenna
Il monastero di San Barbaro di Demenna era un monastero basiliano che sorgeva nel territorio dell'odierno comune di Alcara li Fusi (Messina), allora Turiano, e precisamente nel feudo San Giorgio, contrada Pascì.

## Storia
Il monastero, di cui si ignora l'anno preciso di fondazione, dev'essere stato molto probabilmente costruito verso la fine dell'VIII secolo o il principio del IX secolo, giacché dagli atti risulta preesistente all'invasione araba della Sicilia. Durante la dominazione saracena il cenobio, già molto fiorente, si ridusse a pochi monaci e, pur costretto a un'esistenza difficoltosa a causa dell'appropriazione dei suoi beni fondiari da parte degli abitanti della zona, riuscì a sopravvivere.
Dopo la conquista normanna della Sicilia San Barbaro, ridotto in condizioni quanto mai pietose, fu affidato nel 1097 dal conte Ruggero al monastero di San Teodoro di Mirto. All'epoca della reggenza di Adelasia del Vasto per il figlio Ruggero (1107-1112 circa) recuperò le sue proprietà e probabilmente divenne una dipendenza dell'abbazia di San Filippo di Demenna, il cui abate Gregorio ne curò le opere di restauro, facendolo rifiorire in pochi anni. Dopo essere entrato fra i possessi dell'Archimandritato del Santissimo Salvatore di Messina nel 1133, il monastero venne ceduto nel 1343 ad un potente signore, un certo Giovanni di Forlì, per due salme - cioè circa cinque quintali e mezzo - di frumento all'anno: dopo oltre 5 secoli di vita, cessò così di esistere.